# Conseil supérieur de la communication (Burkina Faso)
Le Conseil supérieur de la communication (CSC) est l'organe de régulation de la communication publique et audiovisuelle du Burkina Faso. Créé en 1995 sous le nom du "Conseil supérieur de l'Information (CSI)", il est rebaptisé conseil supérieur de la communication en 2005 pour mieux refléter son champ d'action élargi.

## Historique

### Conseil supérieur de l'information (CSI)
La création du "Conseil supérieur de l'information (CSI)" découle de l'élan de démocratisation des États africains dans les années 90. Une initiative qui comprend une garantie constitutionnelle à la liberté de presse et la mise en place d'une autorité administrative indépendante, chargée de superviser le respect des lois du secteur de la communication. Elle est formalisée par le décret n°95-304/PRES/PM/MCC du 1er avril 1995, portant la création du "Conseil supérieur de l’information (CSI)" en vertu de l’article 143 du "Code de l’information".

### Conseil supérieur de la communication (CSC)
De la loi n° 020-2000/AN du 28 juin 2000 à la loi n° 028-2005/AN du 14 juin 2005, le CSC voit ses compétences s’étendre pour englober tous les domaines de la communication publique. Par cette loi du 14 juin 2005, le CSI est rebaptisée "Conseil supérieur de la communication (CSC)". Sa consécration dans la "Constitution du Burkina Faso" en 2012, par l'article 160 alinéa 2 est une étape importante dans son institutionnalisation. Cette reconnaissance constitutionnelle est suivie par l'adoption de la loi n° 013-2013/AN du 14 mai 2013, qui précise les attributions, la composition, l’organisation et son fonctionnement, ainsi que sa modification ultérieure par la loi n°004-2018/AN de mai 2018. La composition du conseil est évolutive. Initialement établi avec onze membres par le décret-loi de 1995, le nombre de membres augmente à douze par les lois adoptées en 2000 et 2005. Cependant, la loi n° 015/2003/AN de 2013 apporte un nouveau changement en réduisant le nombre de membres à neuf. Outre la réduction du nombre de ses membres, ces changements comprennent la permanence des membres du conseil, la désignation du président par ses collègues avant sa nomination formelle et l'introduction d'un mandat unique de cinq ans.

## Statut juridique
Le CSC bénéficie d'un statut juridique double, lui accordant à la fois une légitimité constitutionnelle en tant qu'organe public et une autonomie opérationnelle en tant qu'autorité administrative indépendante.

## Rôle et missions
Le CSC a pour mission principale de réguler le secteur de la communication et de l’audiovisuel au Burkina Faso. À cet effet, il veille à l'application des lois et réglementations relatives à la communication, tout en garantissant le respect de la déontologie professionnelle par les médias. Il promeut activement la liberté d'expression et le droit à l'information, tout en assurant l'accès des organes de presse aux sources d'information. Il délivre également les autorisations d'exploitation de services et d'usages des fréquences aux médias audiovisuels. Ses missions et compétences évoluent au fil tu temps,,.

## Organisation et fonctionnement
Il est composé de neuf membres nommés par décret pris en conseil des ministres, représentant diverses autorités et organisations professionnelles. Notamment le Président du Faso, le Président de l'Assemblée nationale, le Président du conseil constitutionnel et les associations professionnelles de la communication et de l’audiovisuel. Son organe délibérant est le "collège des sages", qui prend ses décisions par consensus ou à la majorité absolue. A son sein, plusieurs organes et instances assurent le bon fonctionnement de l'institution. Parmi eux, on retrouve un bureau exécutif, des commissions spécialisées et des départements chargés de missions spécifiques, tels que la surveillance des médias, l'attribution des autorisations d'exploitation, et la promotion de la liberté d'expression,.

## Composition
- Trois membres désignés par le Président du Faso ;
- Un membre désigné par le Président de l'Assemblée nationale ;
- Un membre désigné par le Président du Sénat ;
- Un magistrat désigné par le Président du Conseil constitutionnel ;
- Trois membres désignés par les associations professionnelles représentatives des médias dont un de la presse écrite ou en ligne, un de l’audiovisuel et un du secteur de la publicité.

### Présidents
- Adama Fofana, de 1995 à 2001[9]
- Luc-Adolphe Tiao (2001 à 2008)
- Béatrice Damiba (13 octobre 2008 – 31 août 2014)
- Nathalie Ini Edwige Some/Hien (12 septembre 2014)[10]
- Désiré Komboïgo, intérimaire (14 décembre 2017)[11]
- Soahanla Mathias Tankoano (20 juillet 2018 - 26 septembre 2021)[12]
- Abdoulazize Bamogo  (06 décembre 2022 - 1er février 2024)[13]
- Idrissa Ouedraogo (1er février 2024 - 31 juillet 2025)
- depuis août 2024 : Louis Modeste Wendingoudi Ouédraogo

### Vice-présidents
- Désiré Komboïgo
- Wendingoudi Louis Modeste Ouédraogo (en fonction depuis 7 février 2024)[14]

### Conseillers
| Membres                                       | Qualité                                                                      | Institution de désignation                                                      |
| --------------------------------------------- | ---------------------------------------------------------------------------- | ------------------------------------------------------------------------------- |
| 4 juillet 2018                                |                                                                              |                                                                                 |
| Victor Sanou                                  | Juriste, communicateur                                                       | Présidence du Faso                                                              |
| Alexis Konkobo                                | Conseiller en sciences et techniques de l’information et de la communication | Présidence du Faso                                                              |
| Jeanne Coulibaly                              | Journaliste.                                                                 | Présidence du Faso                                                              |
| Soahanla Mathias Tankoano                     | Avocat                                                                       | Assemblée nationale                                                             |
| Zoumana Wonogo                                | Journaliste.                                                                 | Assemblée nationale                                                             |
| Sonnontien Eugénie Séraphine Yaméogo/Ouattara | Magistrat.                                                                   | Conseil constitutionnel (CC)                                                    |
| Abdoulazize Bamogo                            | Communicateur                                                                | Associations professionnelles représentatives des médias et de la communication |
| Séni Dabo                                     | Journaliste                                                                  | Associations professionnelles représentatives des médias et de la communication |
| Ismaël Nignan                                 | Technicien de l’audiovisuel                                                  | Associations professionnelles représentatives des médias et de la communication |

Nommés en conseil des ministres le 24 janvier 2024, neuf conseillers prêtent serment devant le Conseil constitutionnel et son président, Barthélemy Kéré, le 29 janvier 2024 à Ouagadougou. Idrissa Ouédraogo est le nouveau président du CSC, succédant à Abdoulazize Bamogo,,.
| Membres                             | Qualité                                                              | Institution de désignation                                                      |
| ----------------------------------- | -------------------------------------------------------------------- | ------------------------------------------------------------------------------- |
| (depuis 24 janvier 2024)            |                                                                      |                                                                                 |
| Idrissa Ouédraogo                   | Communicateur                                                        | Présidence du Faso                                                              |
| Wendingoudi Louis Modeste Ouédraogo | Juriste, 1ère classe, 10ème échelon                                  | Présidence du Faso                                                              |
| Issa Laknapin Alexandre Zou         | Professeur certifié des lycées et collèges, 1er grade, 9ème échelon. | Présidence du Faso                                                              |
| Tonssira Myriam Corine Sanou        | Maître-assistant, catégorie P, 1er échelon                           | Assemblée législative de transition (ALT)                                       |
| Wendouaga Serge Parfait Compaoré    | Ingénieur de conception en informatique                              | Assemblée législative de transition (ALT)                                       |
| Issaka Yves Ouédraogo               | Magistrat, 1er grade, 3ème échelon                                   | Conseil constitutionnel (CC)                                                    |
| Abdoulaye Tao                       | Journaliste                                                          | Associations professionnelles représentatives des médias et de la communication |
| Abdoul Karim Ouelezan Banao         | Journaliste                                                          | Associations professionnelles représentatives des médias et de la communication |
| Aïcha Dabré                         | Communicatrice                                                       | Associations professionnelles représentatives des médias et de la communication |

## Polémiques et sanctions
Depuis sa création par décret en 1995, l'institution est régulièrement critiquée pour son apparente dépendance vis-à-vis du pouvoir exécutif. Les modalités de sélection et de nomination de ses membres sont également remises en question, certains dénonçant des influences politiques. De plus, le CSC est souvent accusé de restreindre la liberté d'expression et la liberté de la presse à travers ses décisions de régulation.
Dans une note du jeudi 23 mars 2023, le CSC recommande aux médias de ne pas diffuser le clip musical intitulé "SOTRACO", de l'artiste Toksa, en raison de son contenu jugé préjudiciable à la société de transport en commun de Ouagadougou (SOTRACO),.
Trois organisations de défense des droits de l'homme interpellent le CSC concernant le contenu de la chanson "Safi" du chanteur et musicien Blem, affirmant qu'elle porte atteinte à la dignité des femmes. Après examen des plaintes, l'institution interdit aux médias la diffusion de la dite chanson à partir du 11 mai 2023,,.
Une réforme du CSC, approuvée par les députés le 21 novembre 2023, donne au chef de l'État le pouvoir de nommer directement son président. Contrairement à la pratique antérieure où le président était nommé par le collège des conseillers, ce qui suscite des inquiétudes quant à son impact sur la liberté de la presse,,. Ce projet de loi étend également les pouvoirs du CSC sur les contenus publiés par les blogueurs, les activistes du web et les influenceurs des médias sociaux, à condition qu'ils aient au moins 5 000 abonnés,,. Reporters sans frontières (RSF) exprime donc son inquiétude face à ces changements et appelle le chef de l'Etat à amender le texte afin de préserver l'indépendance de l’institution. Cette réforme intervient après une suspension des programmes de la Radio Omega par le gouvernement burkinabè, une décision jugée illégale et arbitraire par le RSF,,.
Le CSC suspend pour deux semaines depuis le territoire burkinabé, la programmation des stations de radio internationales BBC Afrique et VOA à la suite de la diffusion d'un rapport de Human Rights Watch. Ce rapport accuse l'armée burkinabé d’exactions sur des civils dans le cadre de la lutte contre des groupes armés djihadistes,. En outre, l'accès aux sites web et aux plateformes numériques de la BBC, de VOA, de Human Rights Watch, TV5 Monde, Deutsche Welle, Ouest-France, Le Monde.fr, The Guardian, Apanews et AgenceEcoFin sont également concernés par la sanction,,.